# 1437 Діомед
(1437) Діомед (греч. Διομήδης) — крупний троянський астероїд Юпітера, що рухається у точці Лагранжа L4, у 60° попереду планети. Він був виявлений 3 серпня 1937 року німецьким астрономом Карлом Рейнмутом у обсерваторії Хайдельбергу і названий на честь Діомеда, персонажа древнегрецької міфології.